# جون راندولف بيبر
جون راندولف بيبر  (جون بيبر أو جون راندولف بيبر) مصوّرٌ ومخرجٌ مسرحي.
عمل بيبر من خلال حياته العملية بالتصوير والسينما والمسرح على تكريس البحث في العلاقة الحركية الديناميكية بين المشاعر المتعددة والمختلفة في الشخص نفسه وتسليط الضوء على العزلة والأخطاء والحاجة الخفية للتعبير عن الوجود الداخلي من خلال الأعمال.

## حياته
ولد جون بيبر في روما، إيطاليا عام 1958 وكان يعمل والده كورتيس بيل بيبر مراسلاً للحرب ورئيساً لقسم روما لمجلة نيوز ويك، وكانت والدته بيفرلي بيبر نحاتةً، وله اخت واحدة وهي الشاعرة جوري غراهام.
ترعرع في روما، إيطاليا، ودرس تاريخ الفن في جامعة برنستون في عام 1976، حيث كان من أوائل أعضاء برنامج التصوير الزيتي لشارع ناساو 185، حيث حاز على زمالة ويتني للتصوير الزيتي في عام 1975. وفي عام 1981 تم قبول بيبر كمخرج في معهد الفيلم الأميركي، في لوس أنجلوس، كاليفورنيا.
وقد تزوج بيبر مرتين ولديه ولدين (شيبارد، 1990، وجيمسون، 1993) من زواجه الأول.

## التصوير
بدء بيبر حياته العملية كمصور مبتدئ لدى أوغو مولاس الذي دربه ولأول مرة بشكل رسمي على تصوير الشارع. تابع بيبر عمله في التصوير الفوتوغرافي (التناظري) على مدى ثلاثة عقود كما توجّه للإخراج في المسرح والسينما. وفي عام 2008 قام بعرضه (روما) في الولايات المتحدة الأمريكية وفرنسا ونشر كتابه (بلا ورق) في إيطاليا عام 2011، وبعدها المعرض الخاص به في روما، وفينيسيا وسان بطرسبرغ في روسيا وباريس وباليرمو في صقلية.
وفي العام 2012 تمَّ عرض عمل بيبر الجديد في متحف مانيغو في سان بطرسبرغ في روسيا والذي تمَّ نشر كتاب جديد من صوره في العام 2014 من قبل المعهد العالي لتاريخ التصوير الفوتوغرافي (إيطاليا).
كما قام المعهد الإيطالي للثقافة برعاية معرضه المتنقّل للعام 2014 في سانت بطرسبرغ، روسيا وسفره إلى فنلندا وإيطاليا وفرنسا والولايات المتحدة

## المسرح والأفلام
بدأ جون بيبر العمل كمساعد مخرج للعديد من المخرجين مثل جوزيف لوسي وجورج روي هيل ودان كورتيس.
وقام بيبر كمنتج بتطوير الصور المتحركة السينمائية في فيلم «الطاعون» الذي اخرجه لويس بينزو بالاشتراك مع وليام هرت وروبيرت دوفال وراؤول جوليا وساندرين بونير وجان مارك بار.
ضمت الأعمال المسرحية لبيبر الأعمال التالية: Cubistique’ لتوم كوهين وThe Cruelties of Mrs. Schnayd لديفيد سوسدورف و Sister Mary Ignatius Explains It All To You لكريستوفر دورانج، وكان بيبر أصغر المخرجين في مهرجان Spoleto حين قدّم ‘Inner Voices’ لإدواردو دي فيليبو.
كما أخرج بيبر العديد من المسرحيات في باريس، فرنسا، وأوروبا وروسيا.
وضمت أعماله "Retreat from Moscow" لوليم نيكولسون في مسرح مونبارناس في باريس 2008، و ‘Underneath the Lintel’ لجلين بيرغر في مسرح ليدرمان في استوكهولم السويد 2005، و ‘Pour En Découdre’لمارك ميشيل جورج و ‘Danny et la Grande Bleu’ لجون باترك شانلي في مسرح أفينيون 2000، وبعدها في مسرح ديجازيت في باريس مع الممثل ليا دركر الذي رُشح لجائزة مولييه 2001.
أخرج الفيلم ‘Papillion de Nuit’ في العام 2001 الذي حاز على جائزة ‘Prix Mediavision’ عام 2002 في مهرجان سارلات للأفلام.
وكان بيبر من أوائل المخرجين الأجانب المدعوين لمهرجان الدراما المسرحية في فاسيليفسكي (مسرح ساتير) في سان بطرسبرغ في روسيا.
وتمت ترجمة عمله ‘My Dear Mathilde’ إلى اللغة الروسية ووضعت بشكل دائم في دليل المسرح 2012.

## 5 الوصلات الخارجية
- Amy Engler, Hot Pepper, Acting up in Rome, Vanity Fair, June 1987
- Joel Weinberg, "Rap Italiano", New York Magazine, September 4, 1989
- Roberta Semeraro, "Sans Papier", Lanterna Magica Edizioni, Italy, 2011, ISBN 978-88-97115-16-8
- "The Melodies and Passion of the Mediterranean" by Marina Jigarkhanyan, Manège Museum catalogue, 2011
- "Cities and People" by Marina Jigarkhanyan, Manège Museum catalogue, 2012

## روابط خارجية
- جون راندولف بيبر على موقع IMDb (الإنجليزية)
- جون راندولف بيبر على موقع قاعدة بيانات الفيلم (الإنجليزية)